# Alpine (papillon)
Malacosoma alpicola
Pour les articles homonymes, voir Alpine.
Espèce
L’Alpine (Malacosoma alpicola) est une espèce d'insectes lépidoptères (papillons) appartenant à la famille des Lasiocampidae, à la sous-famille des Malacosominae et au genre Malacosoma.

## Description
- Envergure du mâle : de 9 à 11 mm.

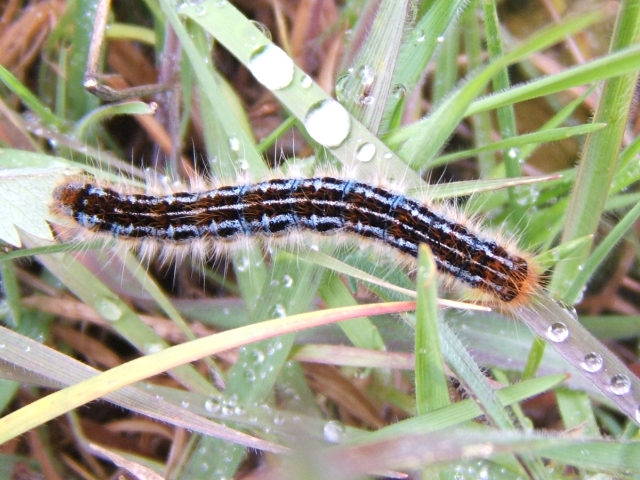
Chenille d'Alpine
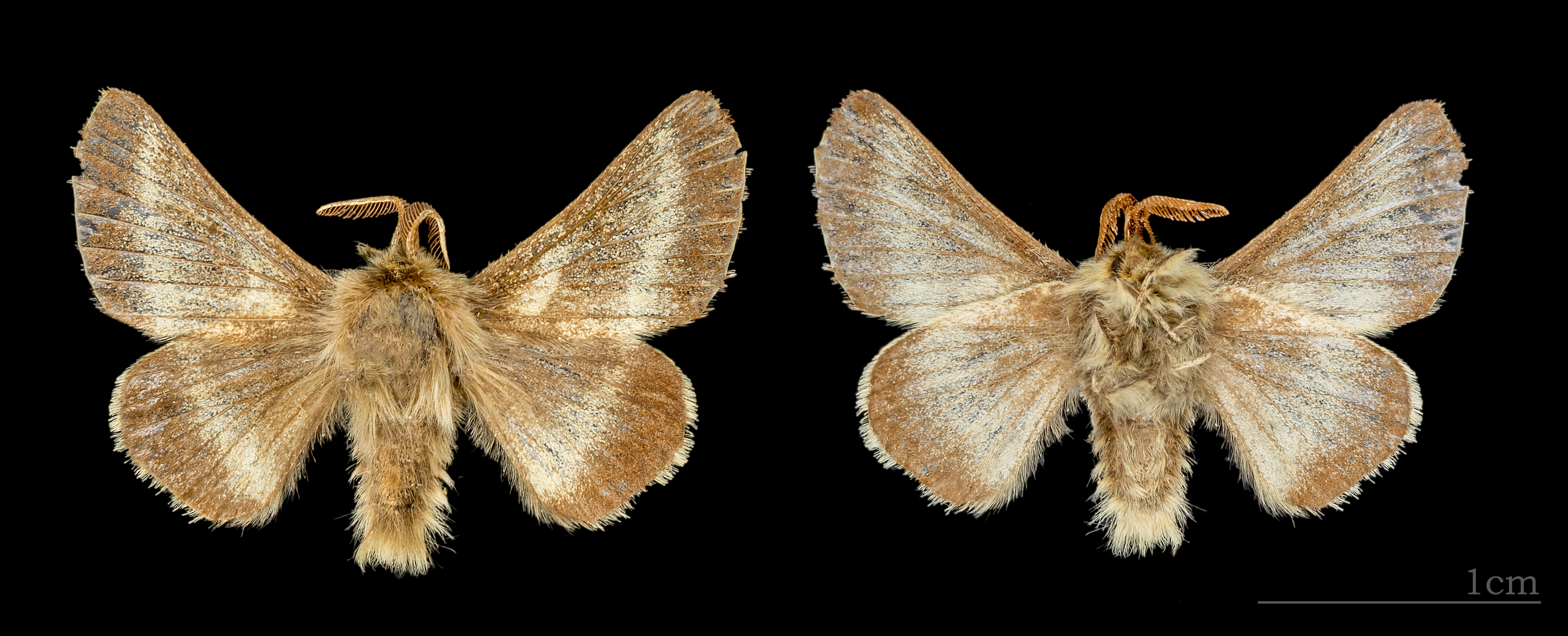
Male - les deux faces, Muséum de Toulouse

## Répartition et habitat
Répartition
montagnes de l’Europe et du centre de l’Asie.
Habitat
de 1 600 m à plus de 2 500 m.

## Comportement
- Période de vol : de juillet à août.
- Plantes-hôtes : Salix, Alchemilla, Polygonum, Rosa.

## Systématique
L'espèce a été décrite par l’entomologiste allemand Otto Staudinger en 1870, sous le nom initial de Malacosoma alpicolum.

### Synonymie
- Malacosoma  alpicolum Staudinger 1870 Protonyme

### Taxinomie
Liste des sous-espèces.
- Malacosoma alpicolum alpicolum Staudinger 1870
- Malacosoma alpicolum mixtum  Rothschild, 1925, rencontrée au Maroc